# Agrypon xinjiangense
Agrypon xinjiangense là một loài tò vò trong họ Ichneumonidae.